# Sollado

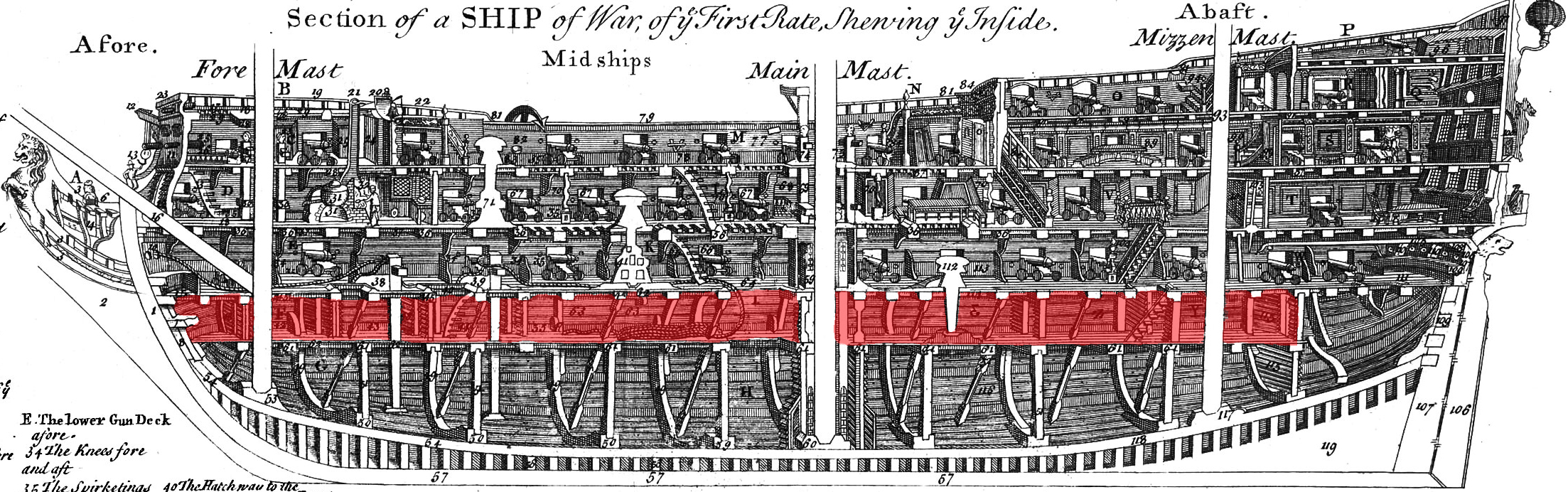
Sollado (en rojo)

En náutica, el Sollado es la cubierta por lo común corrida de popa a proa, que se establece sobre durmientes y baos vacíos debajo de la primera en los navíos, de la batería en las fragatas y de la superior en los buques de pozo, y a veces, suele ser levadiza o de cuarteles. (fr. Faux pont; ing. Orlop deck; Falso ponte; Falsa coperta)
Por extensión se llama así tradicionalmente en la Armada a las estancias de los cuarteles dedicadas a dormir la marinería.

## Tipos de sollados
- Sollado de la cámara y sollado del rancho: los pedazos de cubierta que en barcos mercantes que no tienen sollado corrido sirven de piso a estos alojamientos.
- Falso sollado: pedazo de cubierta más bajo que el sollado, que en fragatas grandes y navíos ocupa poco más de la parte de bodega que corresponde al sitio donde se lleva la aguada. En él está el pañol de pólvora y se estiban los víveres para el suministro diario, el velamen de respeto, los cables, calabrotes, estachas y demás jarcia de peso. Suele ser de cuarteles levadizos para poderlos quitar fácilmente a fin de orear los sitios interiores de la bodega y hacer mejor la estiba de varios efectos.